# Mira Hilli Møller Hallund
Mira Hilli Møller Hallund er en dansk skuespiller som har lagt stemme i Princess og Carsten & Gittes filmballade.